# Anoiapithecus brevirostris
L'Anoiapithecus brevirostris è una specie di primate estinto del Miocene, vissuto circa 12 milioni di anni fa e ritenuto collegabile al Dryopithecus.

## Etimologia
Il nome dell'Anoiapithecus brevirostris deriva dalla regione del fiume Anoia in Catalogna, nella Spagna, dove il fossile fu rinvenuto. Il nome della specie, brevirostrus ("dal rostro breve"), indica che il volto di questo primate è caratterizzato da un prognatismo molto ridotto, come nel genere Homo.
Dato che si trattava di un esemplare maschio, gli fu dato il soprannome in catalano di Lluc ("che illumina") in quanto il ritrovamento contribuiva a gettare nuova luce sull'evoluzione dell'uomo.

## Ritrovamenti
I fossili furono ritrovati da Savador Moyà-Solà nei depositi presso il fiume Anoia in Spagna,
e l'olotipo, soprannominato Lluc, consisteva nei resti parziali delle ossa della faccia e della mandibola.

## Caratteristiche
Gli scopritori descrivono l'Anoiapithecus brevirostris come un ominoide appartenente alla tribù del Dryopithecus. Ha tratti fenotipici più moderni del Kenyapithecus, che è di due milioni di anni più giovane, e ritenuto essere un taxon collaterale prima che i due gruppi si separassero. Questo implicherebbe che questi ominidi si sono evoluti prima in Europa e di lì passati successivamente in Africa durante l'epoca in cui lo stretto di Gibilterra era percorribile.
Le caratteristiche morfologiche di tipo evoluto che caratterizzano l'Anoiapithecus brevirostris includono un aspetto facciale unico tra gli ominoidi, un'apertura nasale larga alla base, ossa zigomatiche alte e un palato profondo.